# یواس‌اس اسکورپیون (۱۸۱۲)
یواس‌اس اسکورپیون (۱۸۱۲) (به انگلیسی: USS Scorpion (1812)) یک کشتی بود که طول آن ۴۸ فوت ۸ اینچ (۱۴٫۸۳ متر) بود. این کشتی در سال ۱۸۱۲ ساخته شد.